# Лукашов Семен Никифорович
Семен Никифорович Лукашов (1911 — жовтень 1974, місто Харків) — український радянський діяч, секретар Харківського обласного комітету КПУ, директор заводу «Електромашина» міста Харкова.

## Біографія
Освіта вища. Член ВКП(б) з 1940 року.
Нв 1947—1950 роки — парторг ЦК ВКП(б) Харківського електромеханічного заводу імені Сталіна.
До березня 1953 року — 1-й секретар Орджонікідзевського районного комітету КПУ міста Харкова.
У березні 1953 — грудні 1955 року — 2-й секретар Харківського міського комітету КП(б)У.
10 грудня 1955 — лютий 1960 року — секретар Харківського обласного комітету КПУ з питань промисловості.
З 1960 до грудня 1962 року — начальник управління електротехнічної промисловості та приладобудування Ради народного господарства (раднаргоспу) Харківського економічного адміністративного району. З січня 1963 року — начальник управління електротехнічної промисловості Ради народного господарства (раднаргоспу) Харківського економічного району.
Потім працював на відповідальній господарській роботі.
26 червня 1967 — 15 вересня 1970 року — директор заводу «Електромашина» міста Харкова.
З 1970 року — на пенсії. Помер у жовтні 1974 року.

## Нагороди
- орден Трудового Червоного Прапора (26.02.1958)
- орден «Знак Пошани» (23.01.1948)
- медалі